# 16. stoljeće pr. Kr.
◄ | 3. tisućljeće pr. Kr. | 2. tisućljeće pr. Kr. | 1. tisućljeće pr. Kr. | ►
◄ | 18. stoljeće pr. Kr. | 17. stoljeće pr. Kr. | 16. stoljeće pr. Kr. |15. stoljeće pr. Kr. | 14. stoljeće pr. Kr. | ►
1590-ih pr. Kr. | 1580-ih pr. Kr. | 1570-ih pr. Kr. | 1560-ih pr. Kr. | 1550-ih pr. Kr. | 1540-ih pr. Kr. | 1530-ih pr. Kr. | 1520-ih pr. Kr. | 1510-ih pr. Kr. | 1500-ih pr. Kr.
16. stoljeće pr. Kr. je je razdoblje koje je trajalo od 1600. pr. Kr. do 1501. pr. Kr..

## Glavni događaji i razvoji
- od oko 1700. do oko 1500. pr. Kr. - Huritska osvajanja
- oko 1600. pr. Kr. bio je kraj civilizacije doline Inda
- oko 1500. pr. Kr. - u Indiji počinje vedska civilizacija
- oko 1500. pr. Kr. - rani tragovi civilizacije Maja u Belizeu
- oko 1532. pr. Kr. - početak Novog kraljevstva u Egiptu s faraonom Amasisom I., 18. dinastija i širenje Hiksa
- oko 1600. – 1490. pr. Kr. - staro carstvo Hetita s glavnim gradom Hatušom
- oko 1530./1500. pr. Kr. - velika erupcija vulkana na Santoriniju koja je zatrpala minojsko naselje Akrotiri
- 1506. pr. Kr. - Tutmozis I. postaje vladar Egipta; on je prvi vladar koji je uredio svoj grob u Dolini kraljeva u blizini Karnaka

## Osobe
- Anjotef VI., egipatski faraon
- Amasis I., egipatski faraon, začetnik 18. dinastije (uzima se da je vladao 1550. – 1525. pr. Kr.)
- Hattusili I., hetitski veliki kralj

## Otkrića
- oko 1600. pr. Kr. - zakopana je nebeska ploča iz Nebre

## Vanjske poveznice
|  | Zajednički poslužitelj ima još gradiva o temi 16. stoljeće pr. Kr. |